# 95793 Brock
95793 Brock è un asteroide della fascia principale. Scoperto nel 2003, presenta un'orbita caratterizzata da un semiasse maggiore pari a 2,4050696 UA e da un'eccentricità di 0,0745391, inclinata di 8,84270° rispetto all'eclittica.